# Przestrzeń rzutowa
Przestrzeń rzutowa – modyfikacja przestrzeni geometrycznej poprzez dołączenie do zbioru punktów przestrzeni wszystkich kierunków tej przestrzeni. W tak powiększonej przestrzeni każde dwie różne proste rzutowe leżące na jednej płaszczyźnie rzutowej posiadają punkt wspólny właściwy lub niewłaściwy zwany punktem w nieskończoności.
W szerszym ujęciu: jest to przestrzeń euklidesowa En, do której dołączono wszystkie kierunki tej przestrzeni, oznaczana symbolem Pn. Przestrzeń P1 jest homeomorficzna z okręgiem, przestrzeń P² jest homeomorficzna ze wstęgą Möbiusa, w której brzeg wklejono koło (dysk), i tworzy płaszczyznę rzutową rzeczywistą.

## Definicja formalna
Niech {\displaystyle K} będzie ciałem oraz {\displaystyle K^{n}} niech będzie iloczynem kartezjańskim {\displaystyle n} kopii tego ciała, {\displaystyle n\geqslant 1.}
Niech {\displaystyle R} będzie relacją 2-argumentową w zbiorze {\displaystyle K^{n}\backslash \{(0,0,\dots ,0)\}} zdefiniowaną następująco:
{\displaystyle (x_{1},x_{2},\dots ,x_{n})R(y_{1},y_{2},\dots ,y_{n})} wtedy i tylko wtedy, gdy dla pewnego {\displaystyle \alpha \in K,\ \alpha \neq 0} zachodzi {\displaystyle (x_{1},x_{2},\dots ,x_{n})=(\alpha y_{1},\alpha y_{2},\dots ,\alpha y_{n})}
Relacja {\displaystyle R} jest równoważnością.
Zbiór klas abstrakcji relacji {\displaystyle R,} czyli zbiór {\displaystyle K^{n}\backslash \{(0,0,\dots ,0)\}/_{R}} nazywa się przestrzenią rzutową wymiaru {\displaystyle n-1} i jest oznaczany Pn-1.
Zgodnie z definicją, P0 jest zbiorem jednoelementowym, czyli punktem.